# Koninkrijk Sikkim
Het koninkrijk Sikkim was van 1642 tot 1975 een koninkrijk in de Himalaya's op de plaats van de huidige Indiase deelstaat Sikkim, ten westen van Bhutan en ten oosten van Nepal. 

## Geschiedenis
Het koninkrijk ontstond toen Püntsog Namgyal I werd gekroond tot de eerste chögyal (koning) van Sikkim. De derde chögyal was Chakdor Namgyal. In 1700 werd Sikkim binnengevallen door Bhutan met de hulp van Pendiongmu, de halfzus van Chakdor die de troon van Sikkim was geweigerd. Hierop moest Chakdor vluchten naar Tibet, maar hij kreeg de troon weer terug met hulp van de Tibetanen. In de daaropvolgende jaren werd het land diverse malen overvallen vanuit Nepal in het westen en vanuit Bhutan in het oosten, wat leidde tot de verwoesting van de hoofdstad Rabdentse door de Nepalezen. Onder Tenzing Namgyal, die chögyal was van 1780 tot 1793, werd een groot deel van Sikkim geannexeerd door Nepal en was de chögyal gedwongen naar Tibet te vluchten. Zijn zoon wist in 1793 met hulp van China weer naar Sikkim terug te keren. In de Anglo-Nepalese Oorlog (1814-1816) was Sikkim een bondgenoot van de Britten. Na de oorlog sloot Sikkim met de Britten het Verdrag van Titalia en kreeg zo het gebied dat eerder door Nepal was geannexeerd weer terug. Hierna begonnen de relaties met de Britten echter te verslechteren, wat uiteindelijk leidde tot een Britse invasie. In 1861 werd Sikkim een Brits protectoraat. Bij de onafhankelijkheid van Brits-Indië in 1947 koos Sikkim ervoor zich niet bij India aan te sluiten. Via het Indo-Sikkimees Verdrag (1950) werd Sikkim officieel een autonome staat onder protectie van India. Defensie en buitenlandse zaken werden door India geregeld, maar verder had Sikkim een onafhankelijke status. Na een referendum in 1975 werd de monarchie afgeschaft en werd Sikkim de 22e deelstaat van India. 

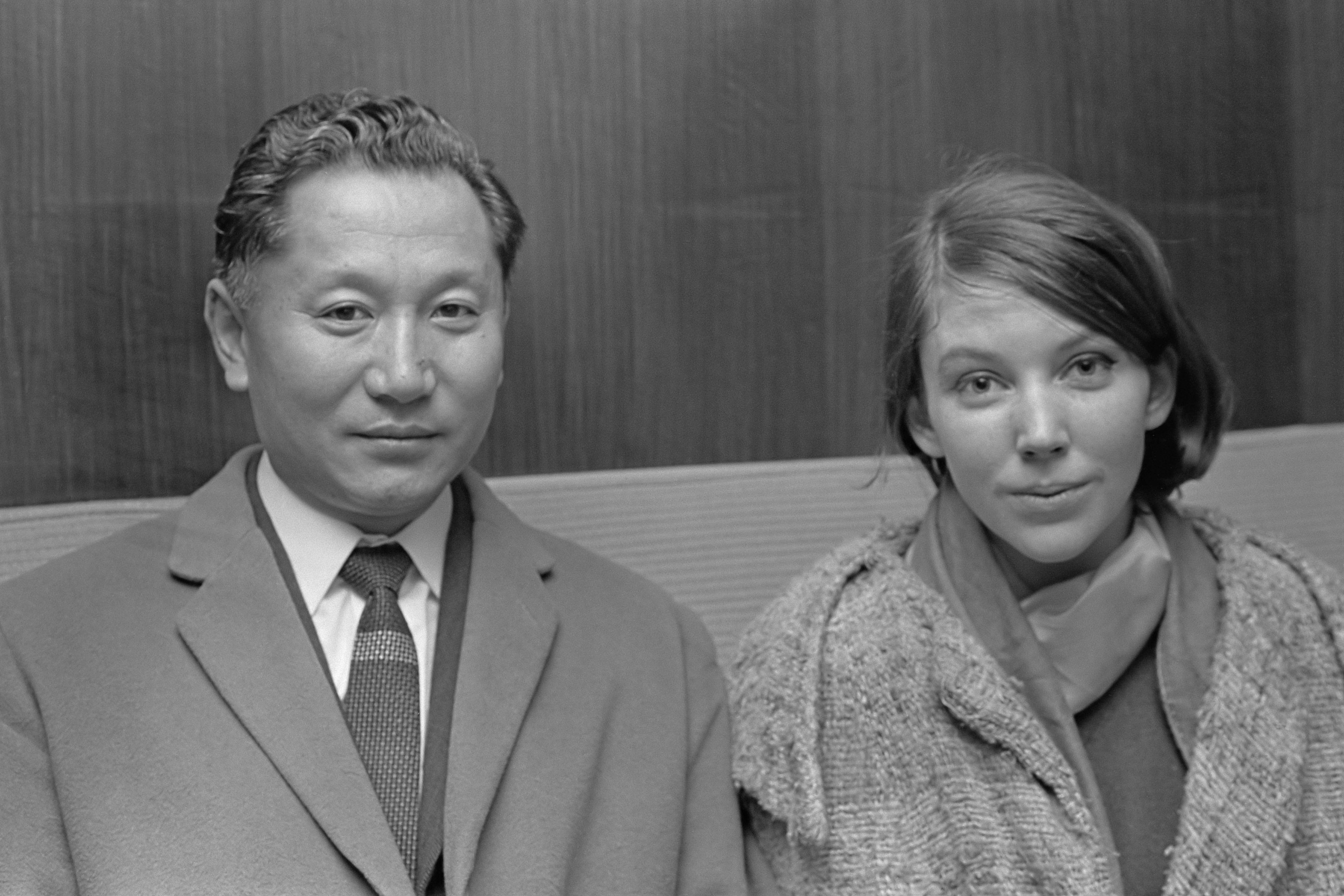
Koning Pälden Döndrub Namgyal en koningin Hope Cooke van Sikkim op Schiphol (1966)